# ساعت دیجیتالی

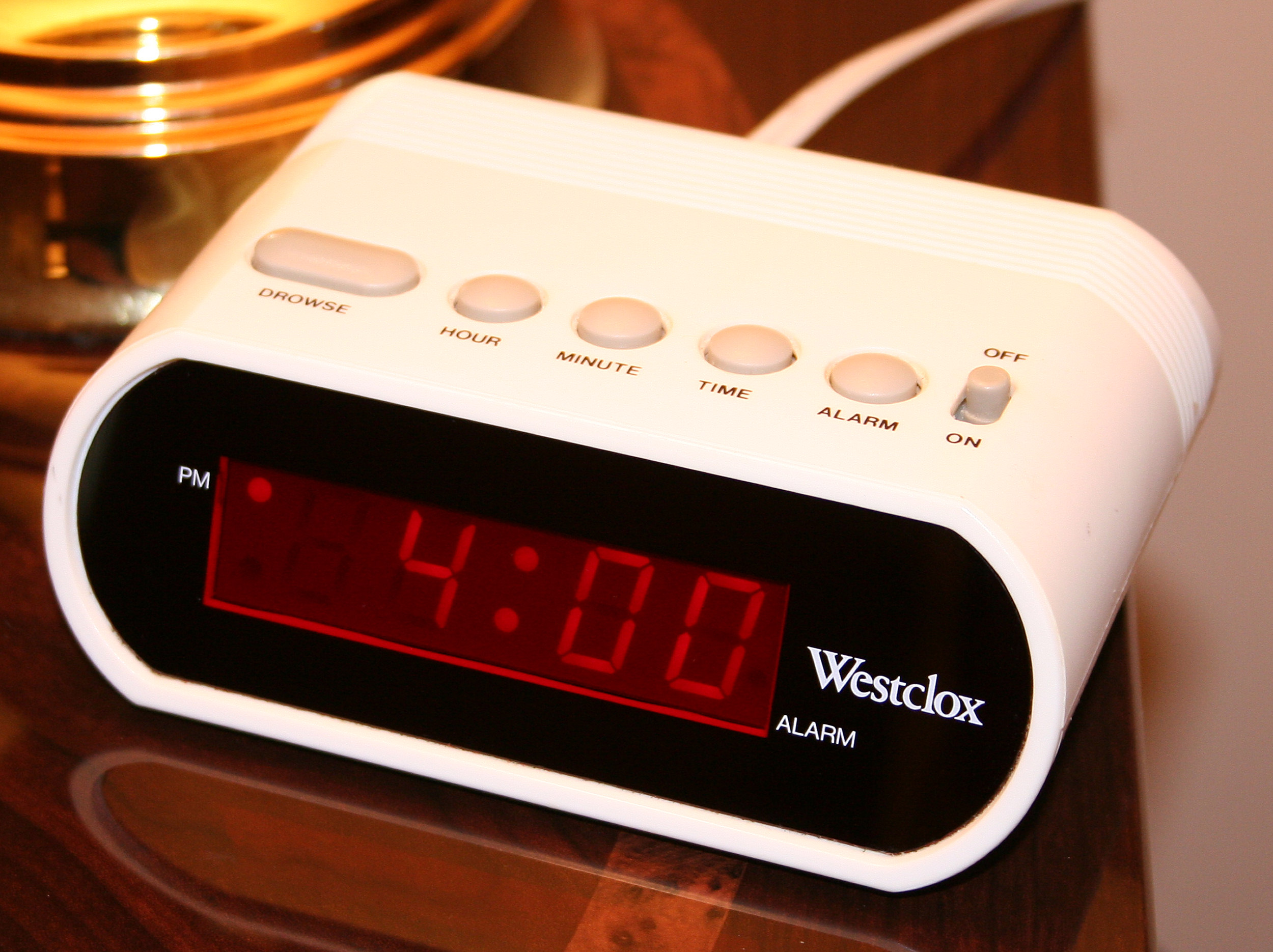
ساعت زنگ دار دیجیتال پایه و بدون رادیو. علامت سمت چپ بالای نمایشگر نشان می‌دهد که ساعت ۴:۰۰ بعد از ظهر است، نه ۴:۰۰ صبح.

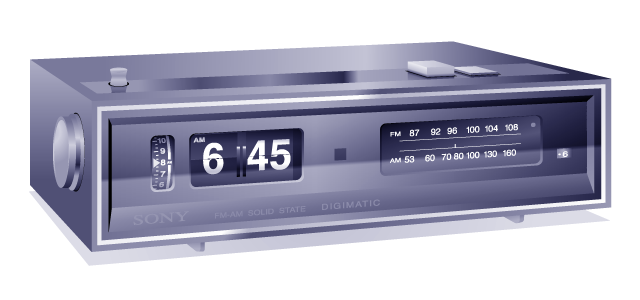
ساعت زنگ دار رادیویی ۱۹۶۹ (سونی Digimatic 8FC-59W) با صفحه نمایش اولیه مکانیکی-دیجیتال

ساعت دیجیتالی نوعی از ساعت است که زمان را به صورت دیجیتالی (یعنی در قالب عددها یا سایر نمادها) نشان می‌دهد. در مقابل، در ساعت آنالوگ، زمان با موقعیت‌های عقربه‌ها نشان داده می‌شود.
ساعتهای دیجیتال اغلب با موتورهای الکترونیکی همراه هستند (به عنوان مثال ساعت‌های سری جی شاک کاسیو عمدتاً هم نمایشگر دیجیتال دارند هم عقربه)، اما اصطلاح «دیجیتال» فقط به صفحه نمایش مربوط می‌شود، نه به مکانیسم حرکت. (هر دو ساعت آنالوگ و دیجیتال می‌توانند به صورت مکانیکی یا الکترونیکی رانده شوند، اما مکانیسم‌های «ساعت‌های مکانیکی» دارای نمایشگرهای دیجیتال، نادر هستند)

## تاریخ
اولین ساعت جیبی دیجیتال اختراع مهندس اتریشی Josef Pallweber بود که مکانیسم «ساعت پرشی» خود را در سال ۱۸۸۳ ایجاد کرد. به جای عقربه‌های معمولی، ساعت پرشی دو پنجره داشت که ساعت و دقیقه را از طریق عقربه‌های دندانی شکلی که روی صفحات چرخان قرار داشتند، نشان می‌داد. تا سال ۱۸۸۵ مکانیسم Pallweber در ساعت‌های جیبی توسط Cortébert و IWC به بازار عرضه شد. مکانیسم ساعت پرشی Pallweber از دهه ۱۹۲۰ در ساعت‌های مچی به کار رفت و هنوز هم استفاده می‌شود (Chronoswiss Digiteur). در حالی که مخترع اصلی در آن زمان مارک ساعت نداشت، از آن زمان نام وی توسط یک سازنده ساعت تازه تأسیس، زنده شده‌است.
ساعت‌های پلاتو از ایده مشابه اما در قالب یک طرح متفاوت استفاده می‌کردند. محصولات این شرکت در نمایشگاه جهانی سنت لوئیس در سال ۱۹۰۴، تولید شده توسط شرکت ساعت آنسونیا معرفی شدند. یوجین فیچ در نیویورک طرحی ساعتی را در سال ۱۹۰۳ به ثبت رساند. ۱۳ سال قبل از آن، ژوزف پال وبر Pallweber اختراع مشابهی را با استفاده از کارت‌های دیجیتال (متفاوت از اختراع ۱۸۸۵ خود در استفاده از دیسک در حال حرکت) در آلمان (DRP شماره ۵۴۰۹۳) به ثبت رساند. کارخانه آلمانی Aktiengesellschaft für Uhrenfabrikation Lenzkirch چنین ساعتهای دیجیتالی را در سال ۱۸۹۳ و ۱۸۹۴ ساخت.
اولین اسند ختراع ثبت شده برای ساعت زنگ دار دیجیتال توسط پروتزمن DE Protzmann و دیگران در ۲۳ اکتبر ۱۹۵۶ در ایالات متحده ثبت شد. پروتزمن و همکارانش همچنین ساعت دیجیتالی دیگری را در سال ۱۹۷۰ اختراع کردند که گفته می‌شود از حداقل قطعات متحرک استفاده می‌کرد. دو صفحه جانبی دارای عددی دیجیتالی بین آنها بودند، در حالی که یک موتور الکتریکی و دنده بادامک در خارج از حرکت کنترل شده قرار داشت.
در سال ۱۹۷۰، اولین ساعت مچی دیجیتال با نمایشگر LED تولید انبوه شد. این ساعت پولسا (Pulsar) نام داشت و توسط شرکت Hamilton Watch ساخته شد.
با گذشت سالها، انواع مختلفی از ساعتهای زنگ دار دیجیتال ایجاد شده‌است. ساعت‌های دیجیتالی تولید کمپانی کاسیو در دهه‌های ۷۰ و ۸۰ میلادی را می‌توان آغازگر محبوبیت ساعت‌های دیجیتال دانست.
در اتحاد جماهیر شوروی، ساعتهای دیجیتالی ۷ قسمتی به Elektronika 7 معروف بودند.

## ساختار
ساعتهای دیجیتالی به‌طور معمول از نوسان ۵۰ یا ۶۰ هرتزی توان متناوب یا نوسانگر کریستالی ۳۲٬۷۶۸ هرتزی همانند ساعتهای کوارتز برای حفظ زمان استفاده می‌کنند. بیشتر ساعتهای دیجیتالی ساعت روز را با فرمت ۲۴ ساعته نمایش می‌دهند. در ایالات متحده و چند کشور دیگر، گزینه ترتیب توالی ساعتی که معمولاً استفاده می‌شود، فرمت ۱۲ ساعته است (با برخی از نشانه‌های AM یا PM). برخی از ساعت‌های زمانی، مانند بسیاری از ساعتهای دیجیتالی، می‌توانند بین حالتهای ۱۲ تا ۲۴ ساعته جابجا شوند. گاه ساعتهای دیجیتال، صفحات ساعت‌های آنالوگ را با صفحه نمایش LCD شبیه‌سازی می‌کنند و گاهی اوقات این موارد به عنوان «دیجیتال» توصیف می‌شوند.

## صفحه نمایش

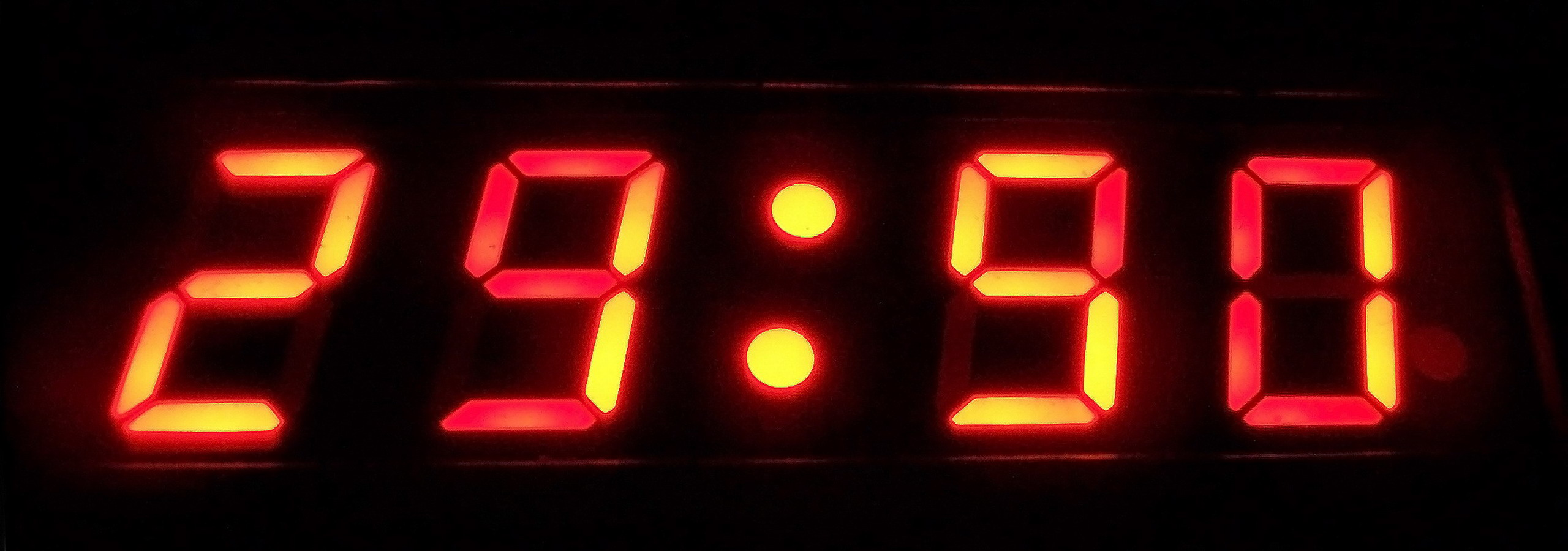
صفحه نمایش ساعت دیجیتال.

برای نمایش زمان، بیشتر ساعتهای دیجیتالی از یک LED هفتگانه، VFD یا LCD برای هر چهار رقم استفاده می‌کنند. آنها معمولاً عناصر دیگری را نیز شامل می‌شوند تا مشخص کنند زمان AM است یا PM و این که زنگ هشدار تنظیم شده‌است یا خیر.

### تنظیمات
اگر افراد در تنظیم زمان در بعضی از طرح‌های ساعت دیجیتالی در دستگاه‌های الکترونیکی مشکل داشته باشند، این ساعت‌ها به صورت پیش فرض، پس از روشن شدن، ۰۰:۰۰ یا ۱۲:۰۰ را نمایش می‌دهد.
از آنجا که آنها با برق کار می‌کنند، ساعت‌های دیجیتال هر زمان که برق قطع شود، حتی برای مدت بسیار کوتاه نیاز به تنظیم مجدد دارند. این یک مشکل خاص در مورد ساعتهای زنگ دار است که هیچ گونه پشتیبان‌گیری از «باتری» ندارند، زیرا قطع برق در طول شب معمولاً از ایجاد ساعت زنگ ساعت در صبح جلوگیری می‌کند.

برای کاهش مشکل، بسیاری از دستگاه‌هایی که برای کار با برق خانگی طراحی شده‌اند، از یک باتری پشتیبان برای حفظ زمان در هنگام قطع برق و در زمان قطع اتصال از منبع تغذیه استفاده می‌کنند. اخیراً، برخی از دستگاه‌ها روشی برای تنظیم خودکار زمان دارند، مانند استفاده از سیگنال زمانی رادیویی، استفاده از ساعت اتمی، گرفتن زمان از تلویزیون ماهواره ای یا اتصال رایانه ای موجود. 

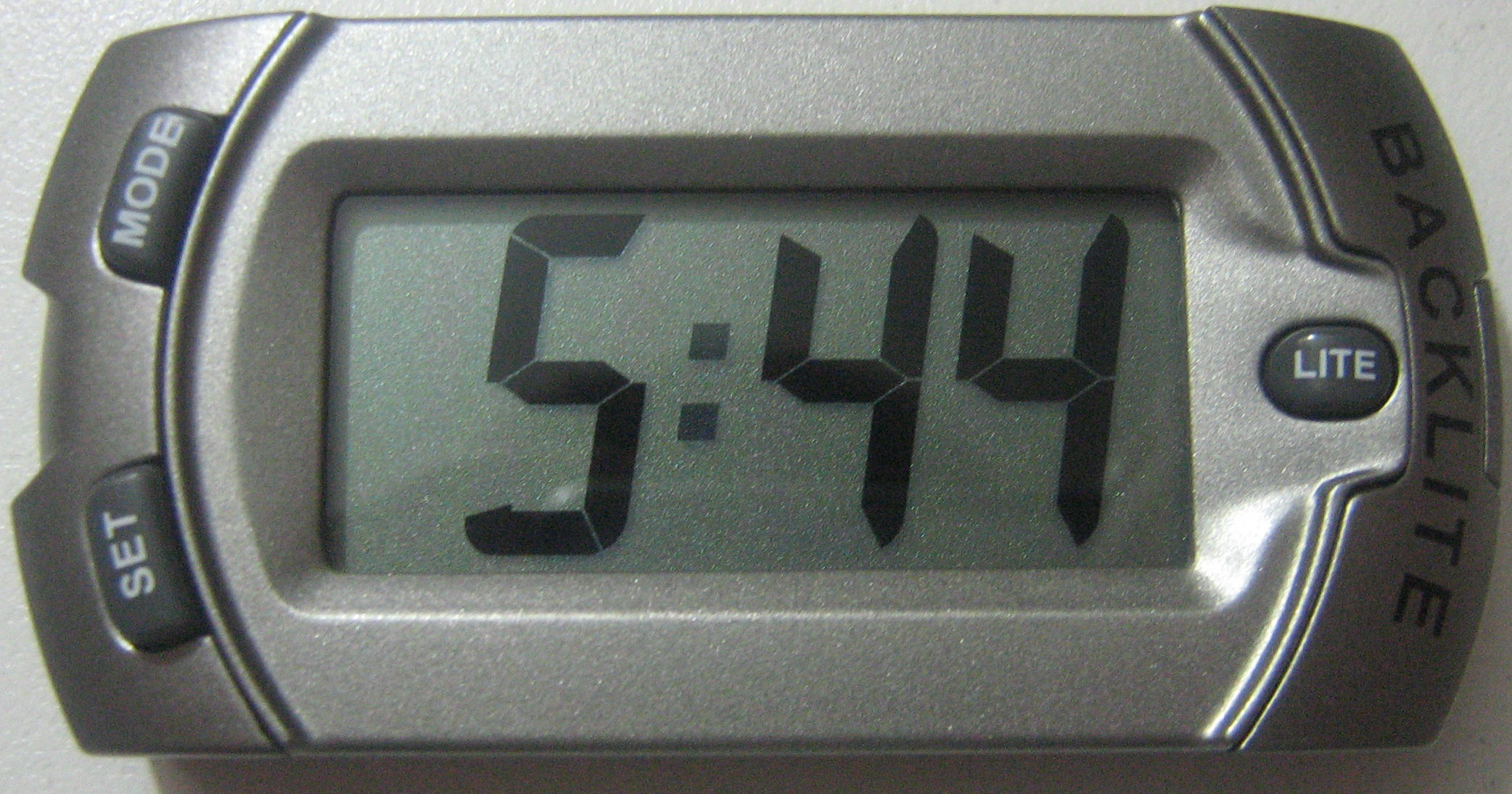
ساعت باتری LCD بدون هشدار
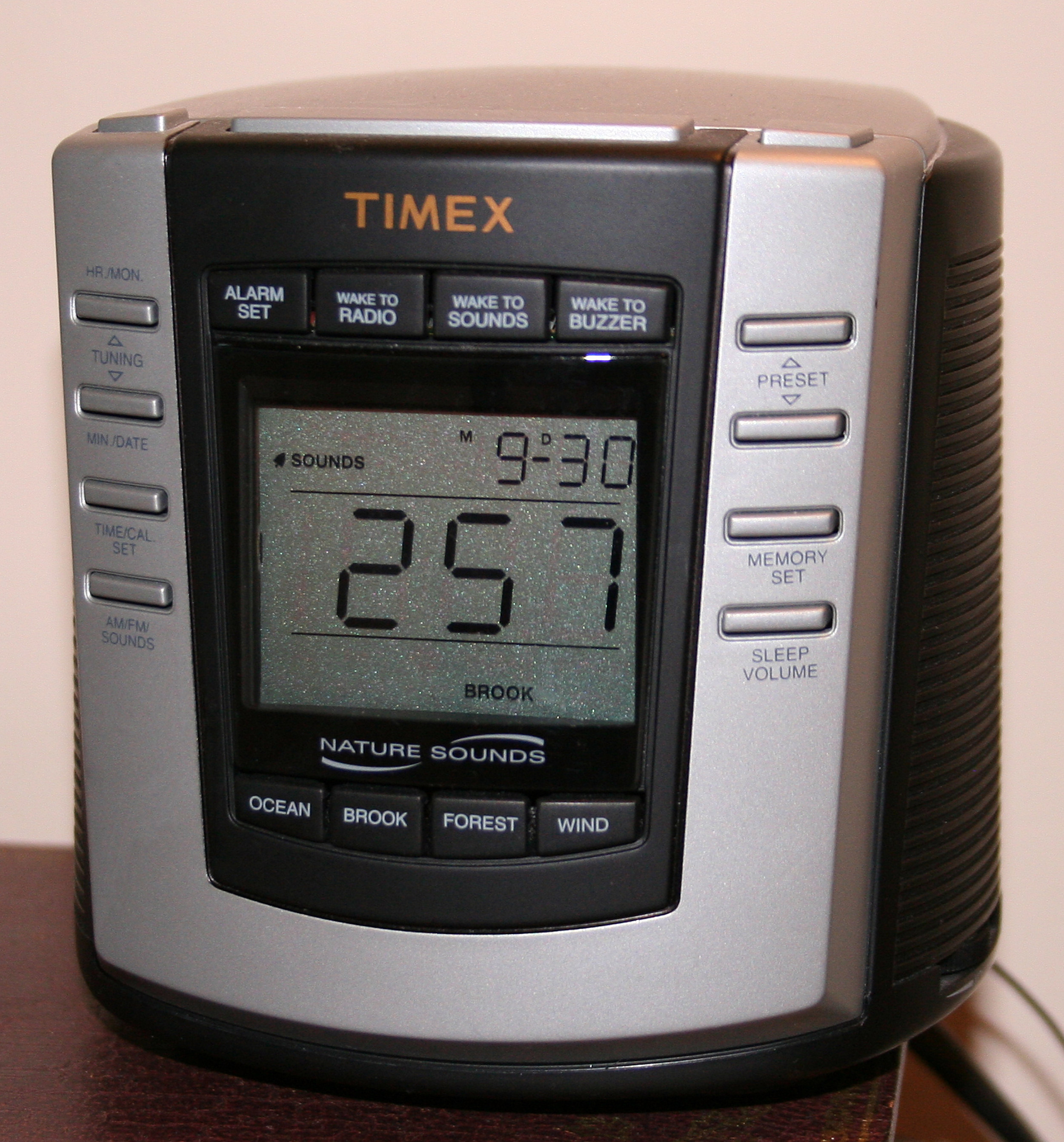
رادیو ساعت دیجیتال پریمیوم با تنظیم دیجیتال
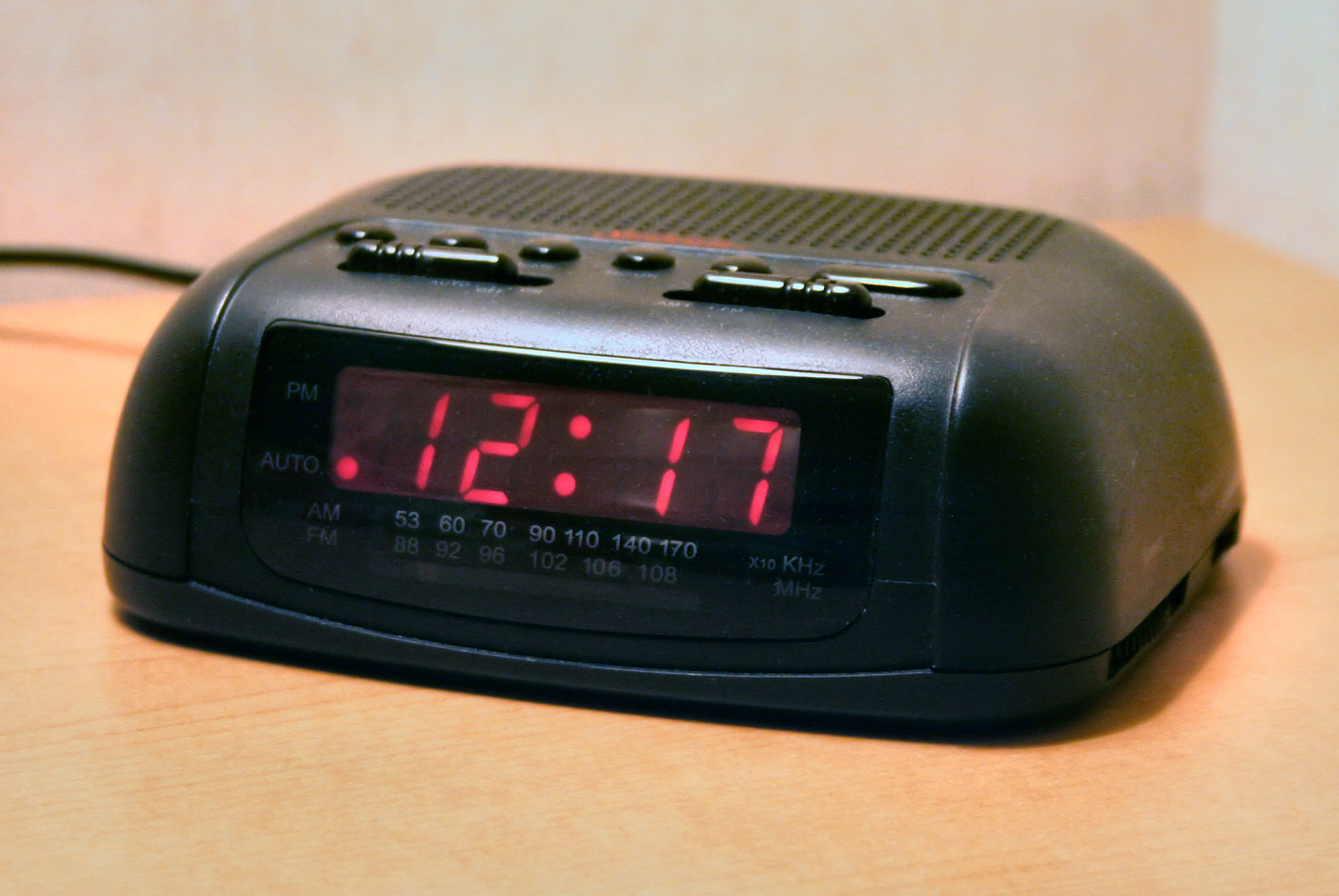
رادیو ساعت دیجیتال پایه ای با تنظیم آنالوگ

## کاربردهای ساعتهای دیجیتال

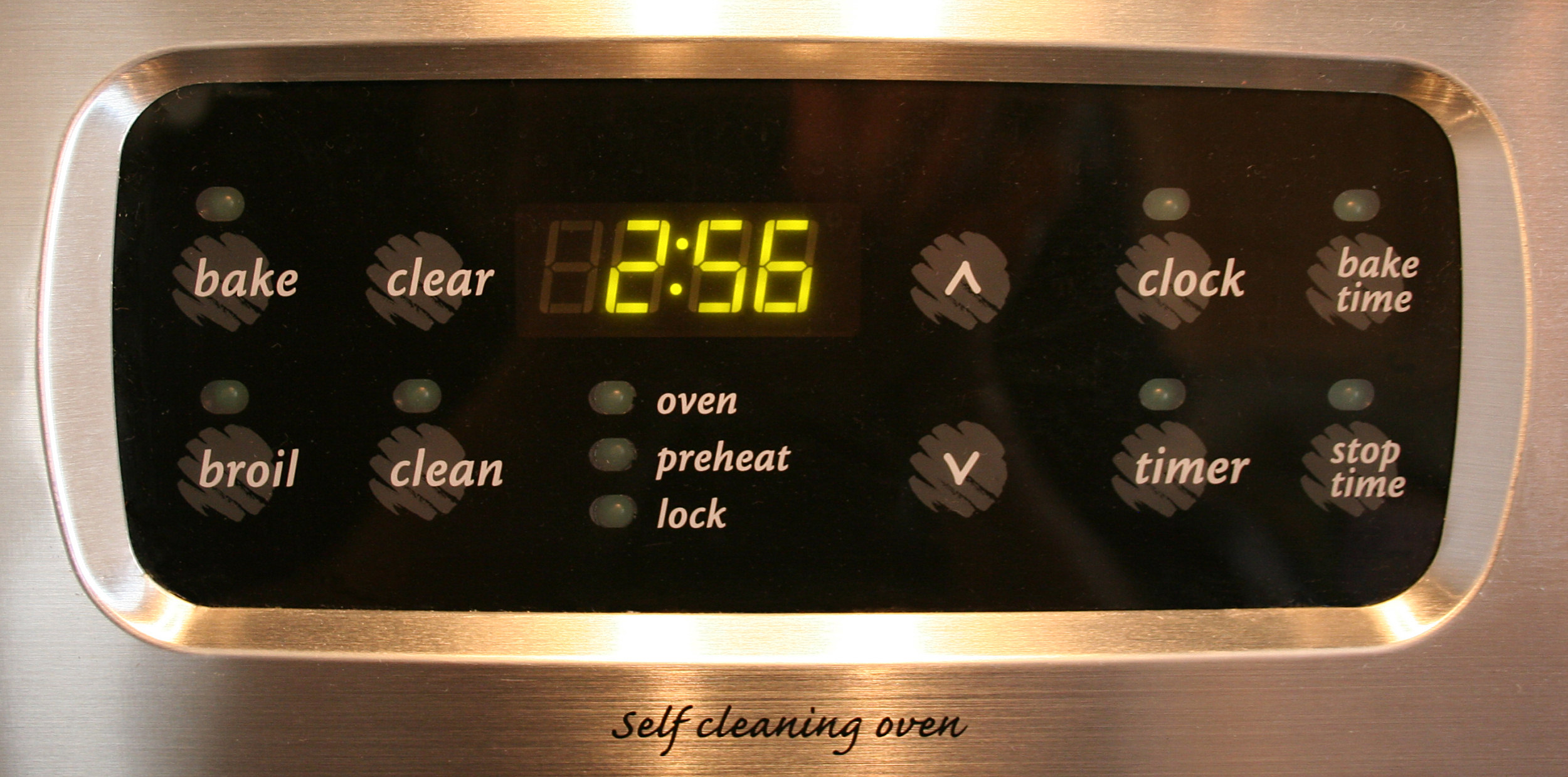
این ساعت دیجیتال به یک اجاق وصل شده‌است.

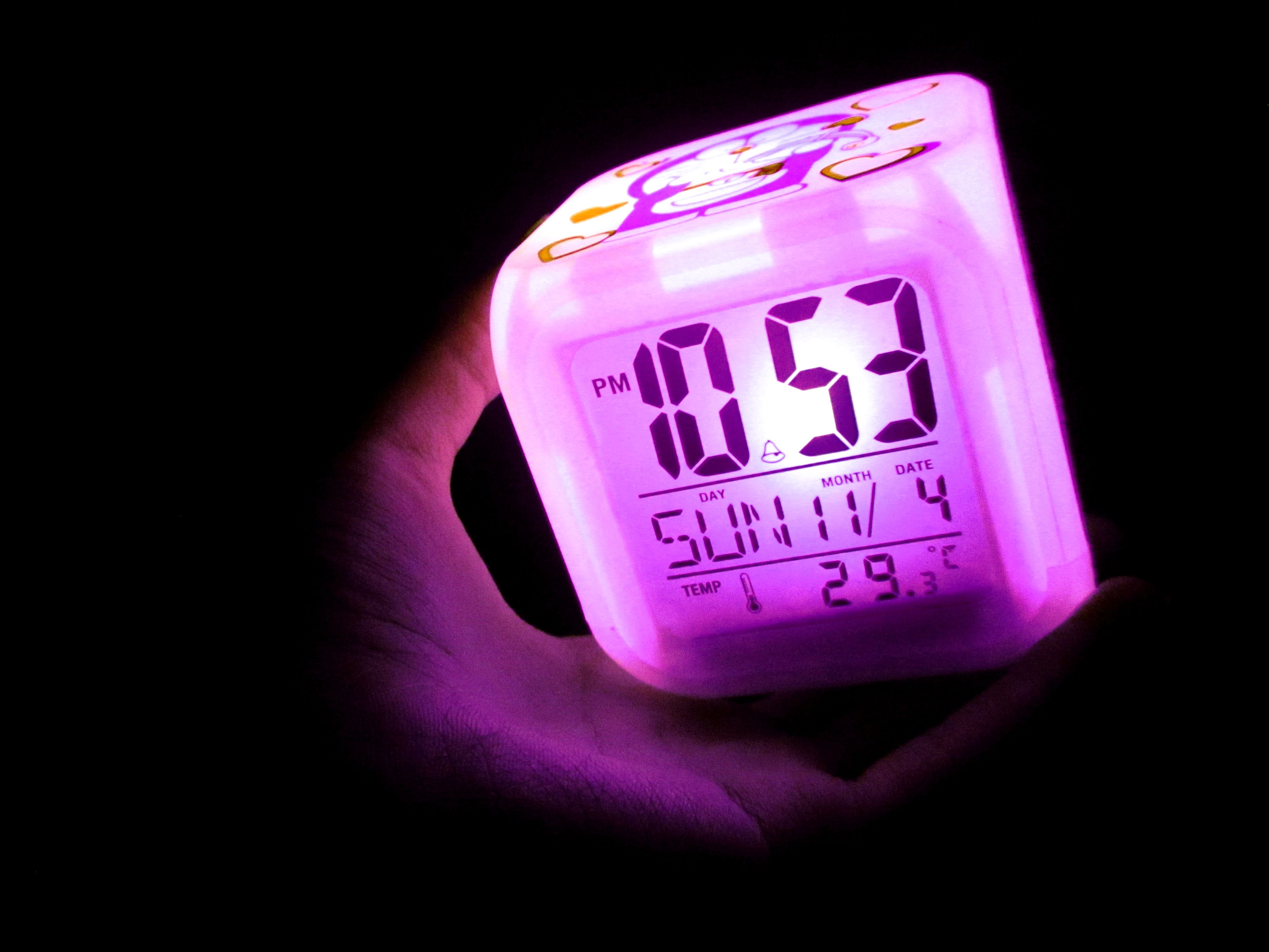
این ساعت دیجیتال نسبت به دما واکنش نشان می‌دهد.

از آنجا که ساعتهای دیجیتالی می‌توانند وسایل بسیار کوچک و ارزان قیمت باشند که محبوبیت طراحی محصولات را افزایش می‌دهد، اغلب در انواع دستگاه‌هایی مانند اتومبیل، رادیو، تلویزیون، اجاق‌های مایکروویو، فرهای آشپزی استاندارد، رایانه‌ها و تلفن‌های همراه گنجانیده می‌شوند. ب